# John Ritter
Jonathan Southworth "John" Ritter (17. september 1948 – 11. september 2003) var en amerikansk skuespiller, komiker og stemmelægger. Han har spillet Jack Tripper og Paul Hennessy i ABC sitcoms Three's Company og Fingrene væk fra min teenagedatter. 
Han døde af en hjertefejl kort før sin 55 års fødselsdag i 2003. 